# Macromitrium dickasonii
Macromitrium dickasonii är en bladmossart som beskrevs av Edwin Bunting Bartram 1943. Macromitrium dickasonii ingår i släktet Macromitrium och familjen Orthotrichaceae. Inga underarter finns listade i Catalogue of Life.